# Лебедев, Василий (переводчик)
Василий Лебедев (XVIII век) — российский писатель, переводчик.
Учился в Московской духовной академии, откуда в 1736 году был определён в Академию Наук.
С 1740 года состоял академическим переводчиком и перевёл с немецкого языка одно распоряжение И. Д. Шумахера — его резолюции, отзыв В. К. Тредиаковского об университетском регламенте и замечания Шумахера на отзывы академиков, арифметику, штелиновские проекты фейерверка и иллюминации, Корнелия Непота, физику Лешера и первую книгу «Сибирской истории» Ф. И. Миллера. Последние три перевода были предоставлены на рецензию М. В. Ломоносову, который о двух первых отозвался так: «Перевод книги Корнелия Непота исправен и весьма достоен, чтобы оную книгу напечатать. Что же до Лешеровой физики касается, то в рассуждении перевода во многих местах, а особливо в терминах, до химии и истории натуральной надлежащих, очень неисправна: также и оригинал сам собою, которой мне прежде читать случилось, никуда не годен, и мне весьма удивительно, что из толь великого числа физических книг самой худой на русской язык переведенной быть случилось». Вследствие такого отзыва Академической канцелярии дала указание перевод Корнелия Непота напечатать, а за Лешерову физику Лебедев получил внушение. Что же касается перевода «Сибирской истории» Миллера, то Ломоносов сообщил в Канцелярию Академии Наук, что «книга эта напечатания достойна: малые погрешности, которые больше в чистоте штиля состоят, могут им самим легко быть исправлены».
Является также автором переводов: «Происхождение народа и имени российского» (речь академика Миллера), «Краткое руководство к российским правам» (сочинение Штаубе де Пирмона), «Из описания Стеллерова путешествия г-на капитана-командора Беринга», «Путешествие около света, которое в 1740—1744 годах совершил адмирал лорд Ансон…» (СПб., 1751; 1789), «Увеселение женского пола, или Собрание разных приключений» (СПб., 1764—1765; 1792), «История о покорении Мексики» (СПб., 1765; 1789) и «История о нынешнем состоянии правительства польского» (СПб., 1766). Кроме того, Лебедев занимался переводами для газеты «Санкт-Петербургские Ведомости». Принимал участие в работе над словарем российским Тауберта и составил «Краткую грамматику латинскую» (СПб., 1762; 11-е изд., 1817).